# São Luís (São Tomé)
São Luís ist eine Siedlung im Hinterland des Distrikts Mé-Zóchi auf der Insel São Tomé im Inselstaat São Tomé und Príncipe.

## Geographie
Der Ort liegt auf einer Höhe von ca. 984 m in der Nähe von Campo Grande.